# Syðra-Hádegisfell
Der Syðra-Hádegisfell (gemeinsam mit dem nördlichen (Nyrðra-)Hádegisfell (865 m) auch Hádegishnúkar genannt) ist ein 1076 m hoher vulkanischer Berg im Hochland von Island.

## Name
Der Name Hádegishnúkar bedeutet auf Deutsch Mittagsspitzen, ähnlich manchen Alpengipfeln.

## Lage
Der Berg ist dem Zentralvulkan Prestahnúkur benachbart und liegt wie dieser östlich der Hochlandpiste Kaldidalur. Gleichzeitig gehört er zum Gebirgsmassiv der Eiskappe Langjökull.

## Geologie
Es handelt sich um einen Berg, der in einem oder mehreren Vulkanausbrüchen an derselben Ausbruchsstelle und gleichzeitig unter einem Gletscher entstanden ist.

## Bergsteigen
Der Berg kann von Norden her bestiegen werden. Dazu fährt man von der Hochlandpiste Kaldidalur in Richtung der Hütte Jaki am Langjökull und parkt das Auto auf der Ostseite der Brücke über den Gletscherfluss Geitá. Von dort aus wendet man sich nach Süden und steigt schließlich über eine Leiste zwischen dem Berg und dem niedrigeren nordöstlich gelegenen (Nyrðra-)Hádegisfell (865 m) auf.